# Monodontomerus noyesi
Monodontomerus noyesi är en stekelart som beskrevs av T.C. Narendran 1994. Monodontomerus noyesi ingår i släktet Monodontomerus och familjen gallglanssteklar.
Artens utbredningsområde är Pakistan. Inga underarter finns listade i Catalogue of Life.